# アイアン・レンジ

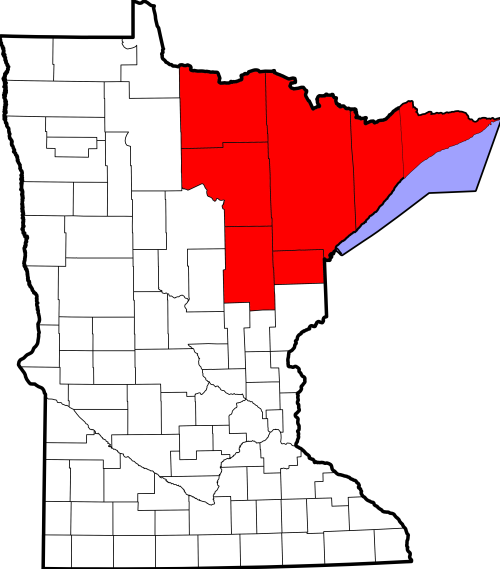
アイアン・レンジに位置する7郡

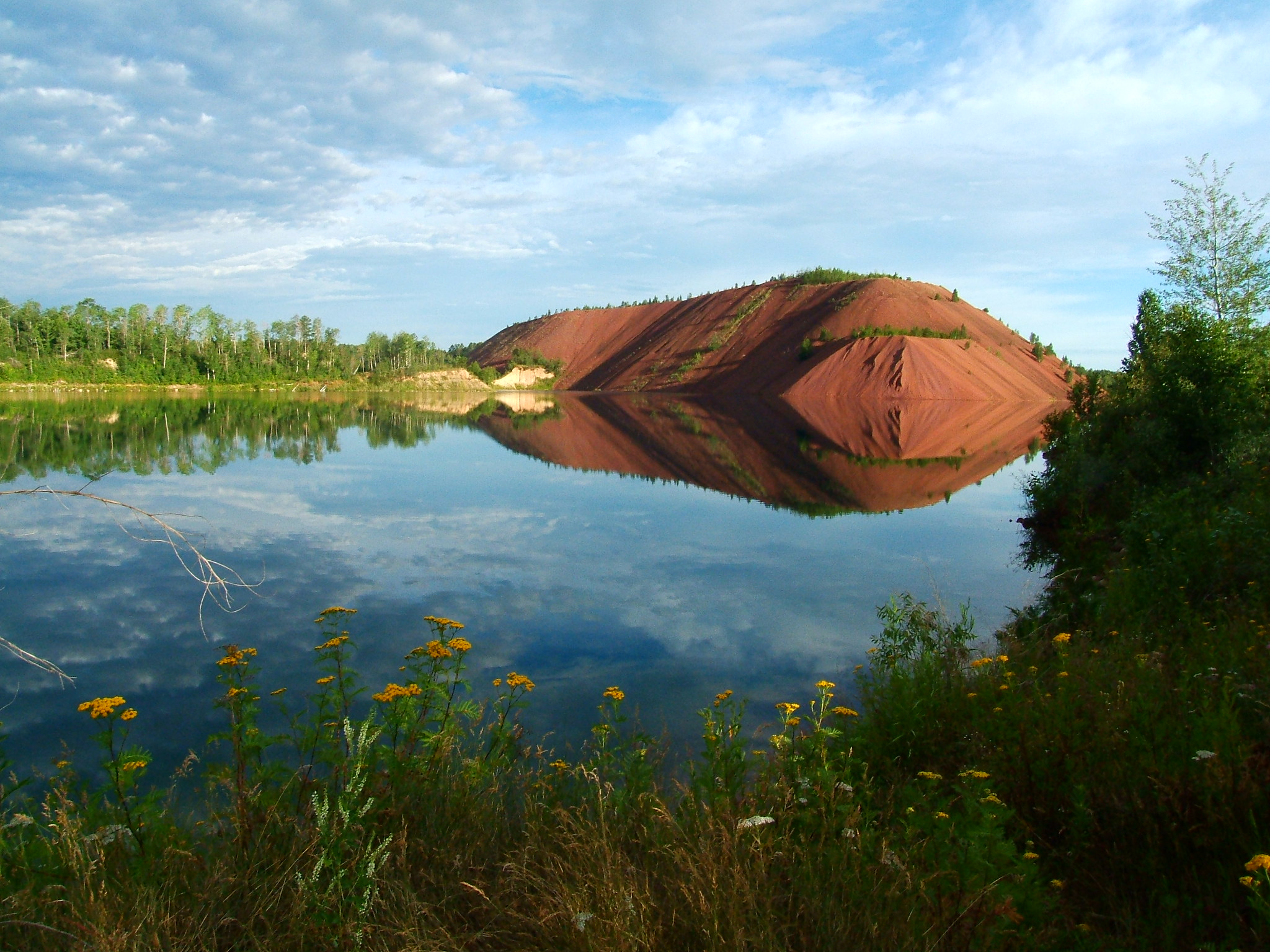
このように赤茶けた鉄鉱石の山や丘が各所に露出している

アイアン・レンジ（英: Iron Range）は、アメリカ合衆国ミネソタ州北東部の地域のことである。ほぼ三角形に広がる地域の形状が地図上で鏃（やじり）のように見えることから、アローヘッド・リージョン（Arrowhead Region）とも呼ばれる。同地域はイタスカ、エイキン、カールトン、クーチチング、クック、セントルイス、レイクの7郡にまたがっている。2000年の国勢調査では地域の人口は322,073人であったが、そのほとんどはスペリオル湖の港湾都市で、地域の中心都市であるダルース周辺に集中している。ダルースは市域に約85,000人、都市圏では27万人余りの人口を抱えている。
アイアン・レンジはその名が示す通り鉄鉱石の一大産出地である。この地域内に位置する鉄山としては次のようなものがある。
- メサビ鉄山 - 全米最大、世界でも有数の規模を誇る鉄山帯。アイアン・レンジの中央から西寄りに位置し、イタスカ郡とセントルイス郡にまたがる。同鉄山帯に位置する代表的な鉱業都市で、「世界の鉄の都」とも呼ばれるヒビングにはヒュール・ラスト・マホニング露天掘り鉄山という、世界最大級の露天掘り鉄山がある。
- バーミリオン鉄山（Vermilion Range） - メサビ鉄山の北東に位置し、セントルイス郡とレイク郡にまたがる。
- ガンフリント鉄山（Gunflint Range） - アイアン・レンジの最北端、クック郡北部から国境を越えてカナダにもまたがる。
- クユナ鉄山（Cuyuna Range） - アイアン・レンジの南西に位置する。そのほとんどはクロウウィング郡にかかっている。

これらの鉄山帯の周辺には鉱業都市が点在している。産出された鉄鉱石はまず鉄道でダルースの港に運ばれる。ダルースで船積みされた鉄鉱石は五大湖・セントローレンス水路、および同水路につながる運河（特にニューヨーク州のエリー運河）を下って下流の工業都市、さらにヨーロッパや日本、近年では中華人民共和国にも運ばれる。かつてはダルースのほかトゥーハーバーズの港も鉄鉱石の積出港として使われていた。

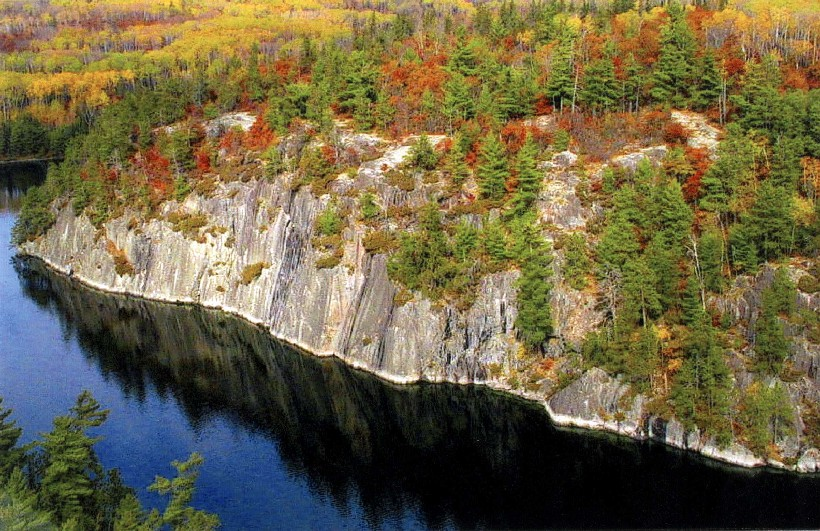
ボエジャーズ国立公園

また、アイアン・レンジ地域は自然環境にも恵まれている。ミネソタ州はLand of 10,000 Lakes（1万の湖の地）という別名にも見るように湖の多い州であるが、このアイアン・レンジ地域にも大小あわせて数百の湖が存在する。アイアン・レンジは森林にも恵まれており、地域の林業の発展につながっているほか、ボエジャーズ国立公園などの自然公園や国有林に指定されている地区もある。この地域の植生は大陸性の混交林であり、カエデ、オーク、ポプラ、カバノキ属などの落葉樹に特徴付けられる。
アイアン・レンジ地域の気候は1年を通して冷涼で、特に寒さの厳しい冬に特徴付けられる。この地域の年間の平均気温は摂氏2度から4度ほどで、アラスカ州を除くアメリカ合衆国本土48州では最も寒い地域として知られている。ダルースなどスペリオル湖岸では、湖の影響で夏でも涼しく、6月でも摂氏10度に達さないことがある。ダルースの1月の平均気温は氷点下13度、7月の平均気温は摂氏19度である。こうした気候から、ダルースやトゥーハーバーズなど湖岸の都市は夏の避暑地としても知られている。一方、内陸では真冬に氷点下40度を下回ることもある一方で夏の日中の気温が摂氏25度以上に上がり、湖岸に比べて気温の年較差・日較差がともに大きい。
もともとは、この地域は中欧や北欧からの移民が住みついた地域であった。ダルースには20世紀初頭から第二次世界大戦前後にかけて大規模なフィンランド人コミュニティがあった。一方でアフリカン・アメリカンは概して少ない。
アメリカ合衆国の他地域では、こうした白人の多い地域や、田舎とされる地域では大抵共和党が有利である。しかしアイアン・レンジは例外で、ミネソタ州きっての大都市圏であるミネアポリス・セントポールと並んで伝統的に民主党が強い。同地域をカバーするアメリカ合衆国下院のミネソタ第8選挙区では、民主党のミネソタ支部である民主農民労働党（DFL）が1947年から現在に至るまで勝ち続けている。2000年の大統領選挙では、ダルースにおけるラルフ・ネーダーの得票率が6.9%と、全米の同規模の都市の中で最も高い部類に入る得票率を記録した。2004年の大統領選挙では、アイアン・レンジに属するほとんどの郡でジョン・ケリーの得票率が高かった。